# Appkarenahalli, Dod Ballapur
Appkarenahalli là một làng thuộc tehsil Dod Ballapur, huyện Bangalore Rural, bang Karnataka, Ấn Độ.